# MHC Berkel Enschot
Mixed Hockey Club Berkel Enschot is een Nederlandse hockeyclub uit Berkel-Enschot.
De hockeyclub is gevestigd aan de Generaal Eisenhouwerweg tussen de tennisvereniging en Rijksweg 65. In het seizoen 2018/19 komen het eerste heren- en damesteam respectievelijk uit in de Eerste- en Tweede klasse.